# Arthur Saint-Léon

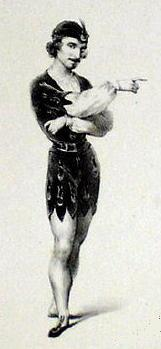
Arthur Saint-Léon

Arthur Saint-Léon (ur. 1821 w Paryżu, zm. 1870 w Paryżu) – tancerz i choreograf francuski. Studiował taniec pod okiem ojca, który był maître de ballet w Stuttgarcie. Zadebiutował w Monachium, jako skrzypek i tancerz. Ożenił się ze słynną tancerką Fanny Cerrito w 1845 r. Po 6 latach jednak się rozstali. Tworzył balety w całej Europie i sam w nich także tańczył. W latach 1847–1852 tańczył w Paryżu, w 1859 r. zadebiutował w Petersburgu. Jego najważniejsze balety to:
- La Vivandière (1844)
- La Fille de Marbre (1848)
- La Vilolon du Diable (1849)
- Fiamette (1864)
- Il Cavallo Gobbo (1864)
- La Source (1866)
- Coppélia (1870)

W 1866 r. została opublikowana jego praca La Sténohoréografie na temat metody zapisywania baletów. W latach 1863–1870 pracował w Operze Paryskiej jako maître de ballet.